# 이정민 (1977년)
이정민(1977년 5월 7일 ~ )은 대한민국의 문화방송 소속 아나운서이다.

## 학력
- 해운대여자고등학교 졸업
- 서울대학교 언론정보학과 97학번

## 경력
| 연도            | 사항                                 |
| --------------- | ------------------------------------ |
| 2023.6 ~        | MBC 아나운서국 팀장급 아나운서       |
| 2020.3 ~ 2021.2 | MBC 아나운서국 2부장                 |
| 2007.9          | 중앙선거관리위원회 매니페스토 캐스터 |
| 2002.12 ~       | MBC 아나운서국 아나운서              |
| 2001 ~ 2002     | 구 itv 경인방송 사회부 기자 활동     |

## 진행

### TV

#### 뉴스
- 《MBC 스포츠뉴스》 평일 (2003년 5월 3일 ~ 2006년 3월 5일)
- 《MBC 뉴스투데이》 평일 (2006년 8월 7일 ~ 2009년 4월 24일)
- 《MBC 뉴스데스크》 평일 (2009년 4월 27일 ~ 2011년 4월 6일)
- 《MBC 뉴스데스크》 주말 (2014년 5월 17일 ~ 2016년 12월 11일)
- 《930 MBC 뉴스》 (2019년 2월 11일 ~ 2020년 1월 31일)
- 《2시 뉴스외전》 (임시진행, 2020년 7월 13일 ~ 2020년 7월 17일, 2022년 12월 12일 ~ 2022년 12월 16일)
- 《2시 뉴스외전》 (2023년 3월 2일 ~ 2024년 5월 10일)

#### 프로그램
- 《2003 대구 유니버시아드 중계방송》
- 《느낌표》 - 희망뉴스 카운트다운
- 《TV특종 놀라운 세상》 (2006년 5월 2일 ~ 2009년 1월 13일)
- 《문화사색》
- 《요리보고 세계보고》
- 《출발! 비디오 여행》
- 《프로파일링》
- 《스포츠 매거진》
- 《우리말 나들이》
- 《여성토론 위드》 (2011년 11월 28일 ~ 2013년)
- 《똑?똑! 키즈스쿨》 (2013년 8월 12일 ~ 2014년 5월 21일)
- 《탐나는 TV》(2025년 3월 29일 ~ 현재)

#### MBC MUSIC
- 《가요시대》(2014년 4월 4일 ~ 2014년 12월 21일)

## 수상
- 2007년 MBC 프로그램 제작상 개인우수상

## 발언 사과
시사 정보 프로그램 《토요이레》에서 이정민은 ‘군 가혹행위 사진의 인터넷 공개 사건’에 대해 방송하며 “군대는 인간이 갈 곳이 못 되는 것 같다. 이번 일을 계기로 새로운 병역문화가 정착되기 바란다”는 발언을 하면서 물의를 일으켰다. 이에 네티즌의 비난이 쏟아졌고 그녀는 이 프로그램 홈페이지 MC다이어리 란에 2일 “고개 숙여 사과드립니다”라는 글을 올렸다.